# Escola de la Haia

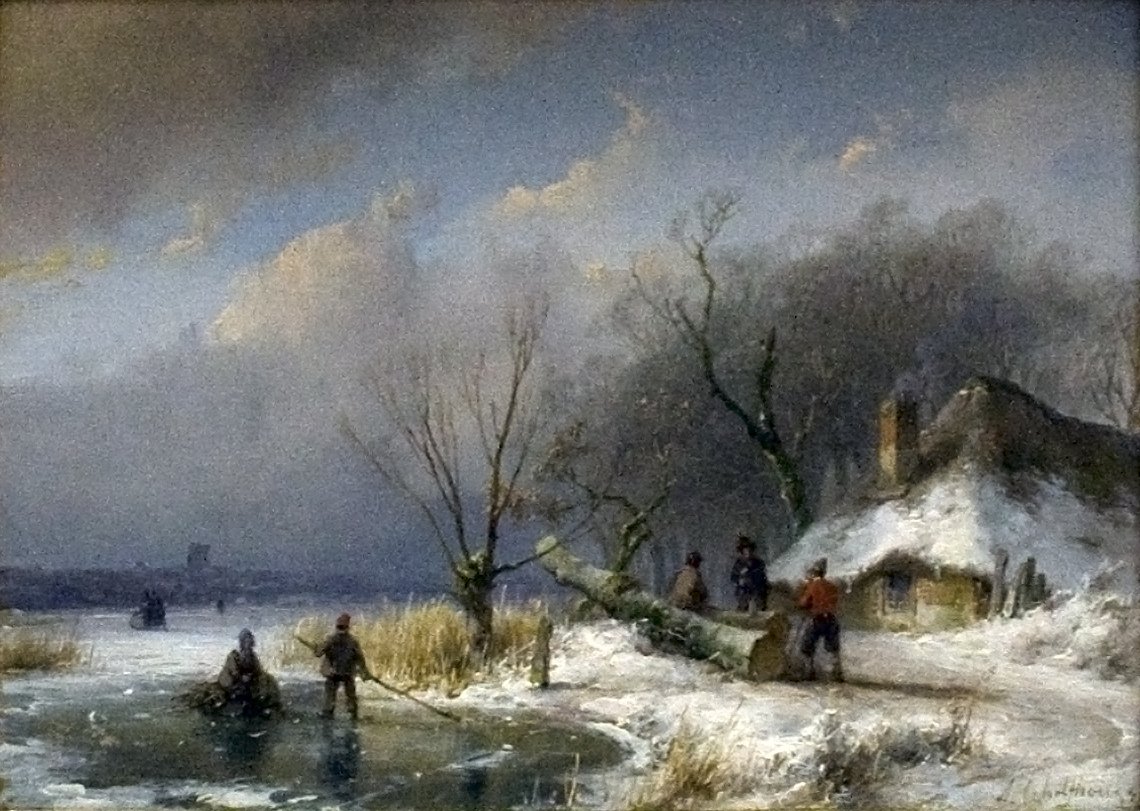
Paisatge d'hivern, per Andreas Schelfhout.

L'Escola de la Haia (Haagse School en neerlandès) és el nom donat a un grup d'artistes que visqueren i treballaren a La Haia entre el 1860 i el 1890. Reberen una gran influència dels pintors del realisme francès de l'Escola de Barbizon.
Els pintors de l'Escola de la Haia sovint utilitzaven colors foscos i poc brillants, motiu pels quals a vegades hom els donava el nom d'Escola Grisa.
Els artistes relacionats amb l'Escola de la Haia inclouen: Vincent van Gogh, Piet Mondrian, George Hendrik Breitner, Jan Toorop i Isaac Israëls.

## Representants
Entre d'altres, hi participaven:
| - Floris Arntzenius - Adolph Artz - Gerard Bilders - Johannes Warnardus Bilders (1811 - 1890); - Bernard Blommers - Hendrik Pieter Bremmer (1871 - 1956) (Divisionista) - Théophile de Bock - Johannes Bosboom - Paul Gabriël - Johannes Hubertus Leonardus de Haas - Matthijs Maris (1837 - 1917); - Gerrit van Houten - Jozef Israëls (1824 - 1911); - Jacob Maris (1837 - 1899); - Louis Apol | - Willem Maris (1844 - 1910); - Anton Mauve (1844 - 1910); - Hendrik Willem Mesdag - Taco Mesdag - Sina Mesdag-van Houten - Albert Neuhuys (1844 - 1914); - Willem Roelofs (1822 - 1897); - Philip Sadée - Julius van de Sande Bakhuyzen - Willem Bastiaan Tholen - Jan Theodorus Toorop (1858 - 1928) (Cercle Artístic de la Haia) - Johannes Hendrik Weissenbruch (1824 - 1903). - Willem de Zwart - Carel Nicolaas Storm van 's-Gravesande (1841 - 1924) |